# Le Grand Saut (film, 1927)
Pour les articles homonymes, voir Le Grand Saut.
Cet article concerne le film. Pour le projet de chute libre, voir Michel Fournier (parachutiste).
Pour plus de détails, voir Fiche technique et Distribution.
Le Grand Saut (titre original allemand : Der große Sprung) est un film muet allemand de 1927 dirigé par Arnold Fanck avec Leni Riefenstahl et Luis Trenker dans les rôles principaux.

## Synopsis
Gita, une gardienne de chèvres, vit dans un petit village alpin. Elle pratique l'alpinisme pieds nus et le ski. Toni, un montagnard, la courtise, mais sans aucun succès. Gita sauve de la noyade Michael Treuherz, un séduisant millionnaire qui désire l'épouser. Cependant Toni, jaloux, fait échouer ce projet. Une compétition de ski étant organisée, elle décide, par boutade, de s'offrir comme trophée. Michael Treuherz, équipé d'une combinaison de ski gonflable afin qu'il puisse résister à de lourdes chutes, gagne la course à laquelle même Pippa, la chèvre préférée de Gita, a participé, chaussée de skis.

## Fiche technique
- Titre français : Le Grand Saut
- Titre original : Der große Sprung
- Réalisation : Arnold Fanck
- Scénario : Arnold Fanck
- Musique : Werner R. Heymann
- Caméra : Sepp Allgeier, Albert Benitz, Richard Angst, Hans Schneeberger, Charles Métain, Kurt Neubert (de)
- Décors : Erich Czerwonski
- Photographe de plateau : Hans Casparius[1]
- Montage : Arnold Fanck
- Production : Universum Film AG (UFA)
- Distribution : Universum Film AG (UFA)
- Studio : Studios de Babelsberg
- Durée : 106 minutes
- Nationalité : Allemagne  République de Weimar
- Langue : Film muet, sous-titres en allemand
- Couleur : Noir et blanc
- Genre : Comédie, film burlesque, film de montagne
- Dates de sortie : 
  - Allemagne  République de Weimar : 20 décembre 1927

## Distribution
- Leni Riefenstahl : Gita
- Luis Trenker : Toni
- Hans Schneeberger : Michael Treuherz[2], le millionnaire
- Paul Graetz : Paule, domestique de Michael

## Lieux de tournage
- Dans le massif de l'Arlberg, près du village de Stuben et à Zürs